# ابن أبي حاتم
أبو محمد عبد الرحمن بن محمد بن إدريس بن المنذر بن داود بن مهران التّميمي الحَنْظَلي الرازي. (240 هـ - 327 هـ) الشهير بابن أبي حاتم. أبوه هو أبو حاتم الرازي الإمام المحدّث الحافظ. أما الرازي فهو نسبة إلى الري و الزاي للنسبة كما في المروزي نسبة إلى مرو الشاهجان.

## أسرته
كان أبوه إماما في الحديث و الجرح والتعديل و العلل رحل في طلب الحديث قال ابنه عبد الرحمن-ابن أبي حاتم-عنه : «سمعت أبي يقول أول سنة خرجت في طلب الحديث أقمت سبع سنين أحصيت ما مشيت على قدمي زيادة على ألف فرسخ لم أزل أحصي حتى زاد على ألف فرسخ تركته، أما ما كنت سرت أنا من الكوفة إلى بغداد فمالا أحصي كم مرة ،ومن مكة إلى المدينة مرات كثيرة، وخرجت من البحرين من قرب مدينة صلا إلى مصر ماشيا، ومن مصر إلى الرملة ماشيا ،ومن الرملة إلى بيت المقدس ،ومن الرملة إلى عسقلان، ومن الرملة إلى طبرية، ومن طبرية إلى دمشق، ومن دمشق إلى حمص، ومن حمص إلى أنطاكية، ومن أنطاكية إلى طرسوس، ثم رجعت من طرسوس إلى حمص وكان بقي علي شيء من حديث أبي اليمان فسمعت، ثم خرجت من حمص إلى بيسان، ومن بيسان إلى الرقة ،ومن الرقة ركبت الفرات إلى بغداد وخرجت قبل خروجي إلى الشام من واسط إلى النيل، ومن النيل إلى الكوفة كل ذلك ماشيا، كل هذا في سفري الأول وأنا ابن عشرين سنة أجول سبع سنين خرجت من الري سنة ثلاث عشرة ومائتين في شهر رمضان ورجعت سنة إحدى وعشرين ومائتين .» توفي سنة 277 هـ 

## عقيدته
تفسيره تفسير بالأثر فهو يجمع الروايات التفسيرية المسندة إلى الرسول صلى الله عليه وسلم أو إلى الصحابة أو التابعين فلذلك لا يمكن أن تكون هذه الروايات –إن صحت- على غير منهج وطريق السلف الذين هم على ما عليه النبي صلى الله عليه وسلم وأصحابه، أما هو فهو على عقيدة أهل السنة والجماعة فقد صنف كتابه السنة و الرد على الجهمية ويأتي ذكر ذلك في مؤلفاته .

## حياته العلمية
نشأته وطلبه للعلم: رحل في طلب العلم مع أبيه أبو حاتم وبعده ،و كان واسع الإطلاع و الحفظ و صنف في الفقه و العقيدة و الحديث وسمع من أبيه و من أبي زرعة ومن أحمد بن سنان القطان وغيرهم .
رحلاته: ارتحل به أبوه فأدرك الأسانيد العالية، سمع أبا سعيد الأشج وعلي بن المنذر الطريقي والحسن بن عرفة وأحمد بن سنان القطان ويونس بن عبد الأعلى ومحمد بن إسماعيل الأحمسي وحجاج بن الشاعر ومحمد بن حسان الأزرق ومحمد بن عبد الملك بن زنجويه وابن وارة وأبا زرعة وخلائق بالأقاليم.

## شيوخه وتلاميذه

### شيوخه
شيوخه كثر منهم:
- أبو حاتم محمد بن إدريس بن المنذر الحنظلي الرازي.
- أبو زرعة الرازي.
- مسلم بن الحجاج.
- أحمد بن أصرم.
- يونس بن حبيب الأصبهاني.
- أحمد بن منصور الرمادي.

### تلاميذه
منهم:
- حُسينك التميمي.
- يوسف الميانجي.
- علي بن مدرك.
- علي بن محمد القصار.

## مؤلفاته

غلاف كتاب الجرح والتعديل لابن أبي حاتم من دار إحياء التراث العربي بلبنان في سنة 1371هـ/1952م.

له عدد من المؤلفات أشهرها:
- المسند.
- الزهد.
- الجرح والتعديل.
- العلل.
- الردّ على الجَهْمية.
- التفسير.

## ثناء العلماء عليه
قال أبو يعلى الخليلي: كان يعدّ من الأَبْدال وقد أثنى عليه جماعة بالزهد والورع التام والعلم والعمل.

## وفاته
توفي سنة 327 من الهجرة.